# Everybody's Golf (jeu vidéo, 1997)
 (août 2015).
Everybody's Golf (みんなのGOLF, Minna no Golf, Hot Shots Golf en Amérique du Nord), est un jeu vidéo de golf développé par Camelot Software Planning et édité par Sony Computer Entertainment en 1997 sur PlayStation.

## Accueil
En 2014, Marcus reconnaît encore le côté sympathique du jeu.

## Postérité
Everybody's Golf est le premier jeu d'une série de jeux de golf.